# Ursula Haußmann

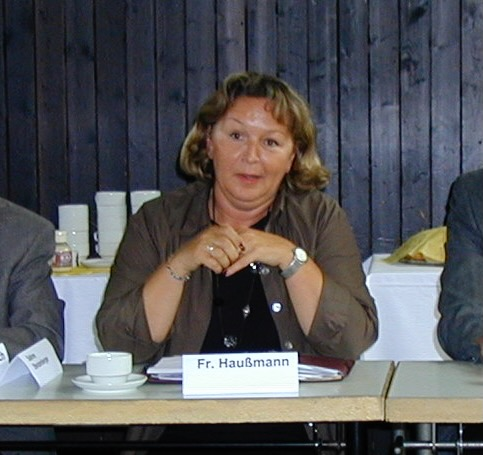
Ursula Haußmann bei einem Besuch in Ellwangen (2000)

Ursula Haußmann (* 17. Mai 1953 in Neckartenzlingen; † 19. Mai 2012) war eine deutsche Politikerin (SPD), sie war Mitglied des baden-württembergischen Landtages von 1997 bis 2011.

## Ausbildung und Beruf
Ursula Haußmann besuchte die Volksschule in Neckartenzlingen und die Realschule in Nürtingen. Im Anschluss ließ sie sich in Esslingen am Neckar zur Krankenschwester ausbilden, bestand 1973 das Staatsexamen und war anschließend als Krankenschwester in Heidenheim an der Brenz und später in Aalen tätig.

## Politische Tätigkeit
In Aalen war sie von 1989 bis 2005 Ortschaftsrätin im Ortsteil Ebnat sowie von 1994 bis 1997 Stadträtin. Seit 1992 war Haußmann darüber hinaus auch Mitglied des SPD-Kreisvorstands im Ostalbkreis. Ab Juli 1996 war Haußmann Wahlkreismitarbeiterin von Ulrich Pfeifle, der bei den Wahlen zum Landtag von Baden-Württemberg 1996 für den Wahlkreis Aalen ein Zweitmandat erhalten hatte, dieses aber im Oktober 1997 niederlegte. Daraufhin rückte Ursula Haußmann für ihn am 3. November 1997 als Abgeordnete in den Landtag von Baden-Württemberg nach. Dort wurde sie gesundheits- und sozialpolitische sowie suchtpolitische Sprecherin der SPD-Fraktion und konnte 2001 und 2006 ihr Mandat im Wahlkreis Aalen verteidigen. 2011 erkrankte sie schwer, konnte daher den Wahlkampf vor der Landtagswahl 2011 nicht absolvieren und ihr Zweitmandat nicht mehr verteidigen.
Neben ihrer Tätigkeit als Landtagsabgeordnete war Ursula Haußmann Kreisvorsitzende der Sozialdemokratischen Gemeinschaft für Kommunalpolitik (SGK) e. V. Ostalb sowie stellvertretende Vorsitzende beim Turngau Ostwürttemberg.
Im Jahr 2013 wurde der Ulla-Haußmann-Gedächtnispreis ins Leben gerufen, der jährlich vom Fußballsozialverein Kinder von der Straße e.V. verliehen wird.